# France 24
France 24 (tot juli 2006 werd de naam Chaine Française d'Information Internationale (CFII) gehanteerd) is een Franse wereldwijde 24 uurssatelliet-nieuwszender, die eigendom is van France Télévisions.

## Geschiedenis
France 24 is opgezet en wordt financieel ondersteund door de Franse regering. Op 6 december 2006 om 20.29 uur begonnen de uitzendingen op internet. Een dag later was de zender te ontvangen via de satelliet en kabel in Europa, Afrika, het Midden-Oosten en de Verenigde Staten.
De zender was aanvankelijk eigendom van het commerciële TF1 Group en het publieke France Télévisions, maar valt sinds 2008 onder de Société de l'audiovisuel extérieur de la France, de organisatie voor wereldwijde audiovisuele activiteiten waar ook Radio France Internationale en TV5 Monde bij horen.
Programma's zullen ook worden gemaakt door AFP, Radio France Internationale, TV5 Monde, Arte, Euronews en La Chaîne Parlementaire. De Franse overheid geeft een jaarlijkse subsidie.

## Hoofddoel
De Franse overheid hoopt met France 24 een tegenhanger te zijn tegen de sterke Amerikaanse en Britse invloed van CNN, BBC World, Sky News en Voice of America op de publieke opinie.
De Franse regering was (sinds het begin van de Irakoorlog in 2003) bezorgd dat met de eenzijdige berichtgeving in de Engelstalige media van de VS en het Verenigd Koninkrijk hun standpunten niet of nauwelijks gehoord zouden worden.

## Programmering
France 24 zendt via vier kanalen uit: in het Frans, het Engels, het Arabisch, en het vierde in het Spaans.